# رابطة حافة المحيط الهندي
- الصين
- مصر
- فرنسا
- ألمانيا
- اليابان
- المملكة المتحدة
- الولايات المتحدة
- تركيا
- كوريا الجنوبية[3]

## قمة

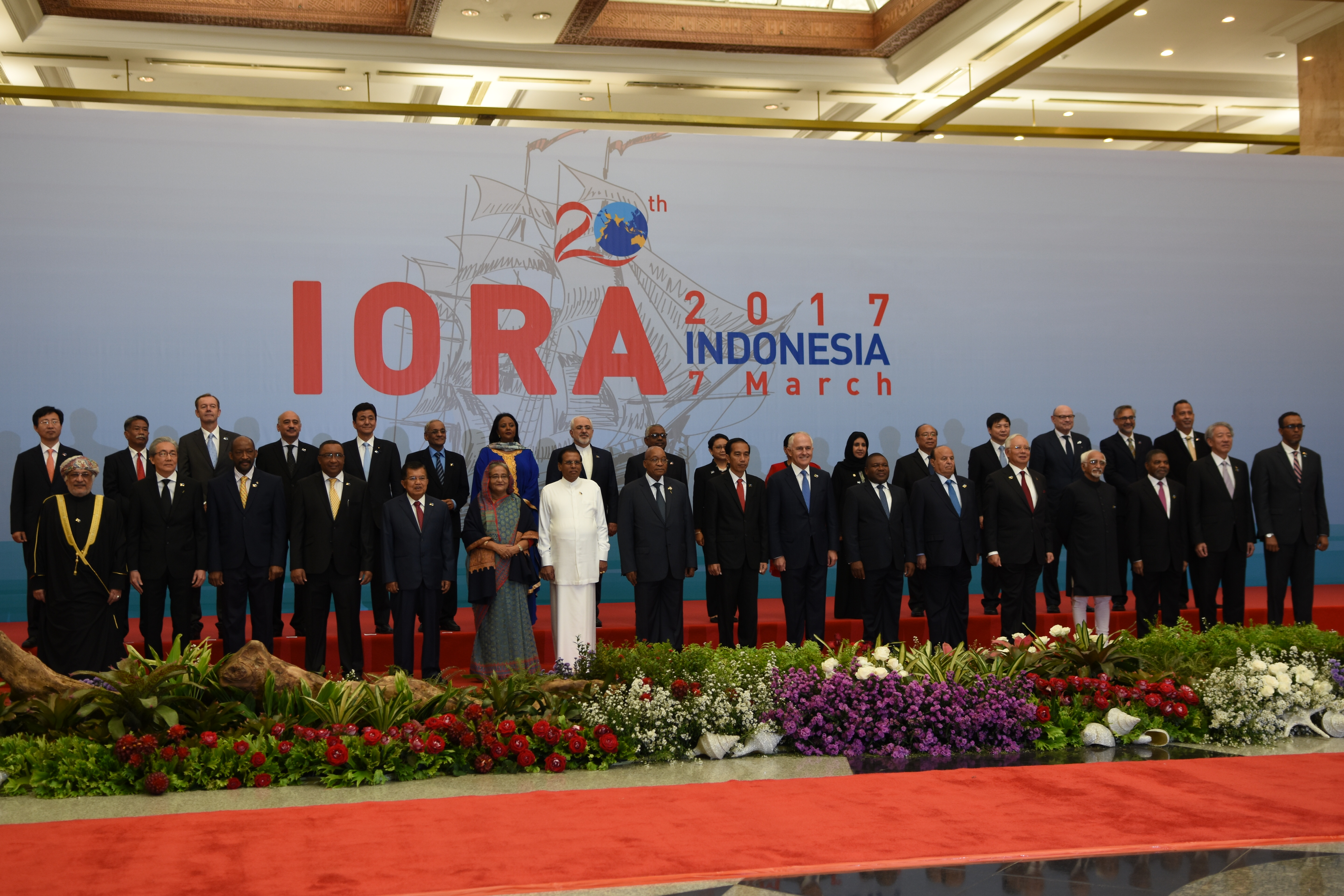
قادة في قمة يورا لعام 2017

| Year | #   | Dates    | Country   | City   | Web site |
| ---- | --- | -------- | --------- | ------ | -------- |
| 2017 | 1st | 5–7 مارس | إندونيسيا | جاكرتا |          |

## طالع أيضًا
- منتدى التعاون الاقتصادي لدول آسيا والمحيط الهادئ
- منظمة الدول الأمريكية
- منظمة التعاون الاقتصادي للبحر الأسود
- الاتحاد من أجل المتوسط

## روابط خارجية
- الموقع الرسمي
- Indian Ocean Rim Association for Regional Cooperation (IOR-ARC)